# Geografia della Basilicata

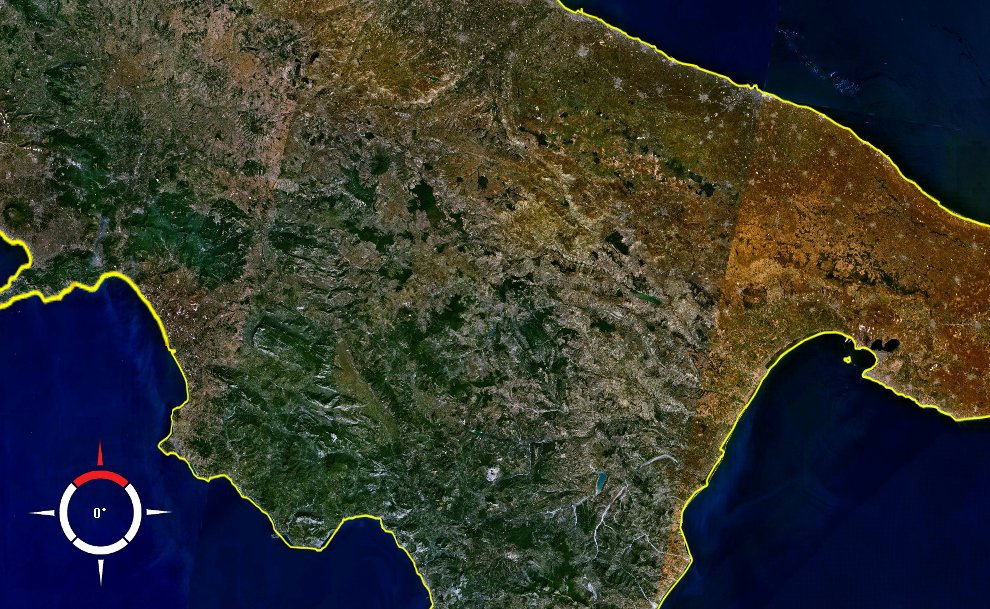
La Basilicata dal satellite

La Geografia della Basilicata illustra le caratteristiche geografiche della Basilicata, regione dell'Italia.

## Dati generali
La Basilicata confina a nord con la Puglia; ad est con il mar Ionio; ad ovest con la Campania; a sud con la Calabria. Si affaccia a ovest sul Mar Tirreno nel Golfo di Policastro; e a sud sul Mar Ionio, nel Golfo di Taranto.
Occupa i bacini dei principali fiumi appenninici che sfociano nel Golfo di Taranto: il Bradano, il Basento, il Cavone, l'Agri, il Sinni, di regime irregolare.

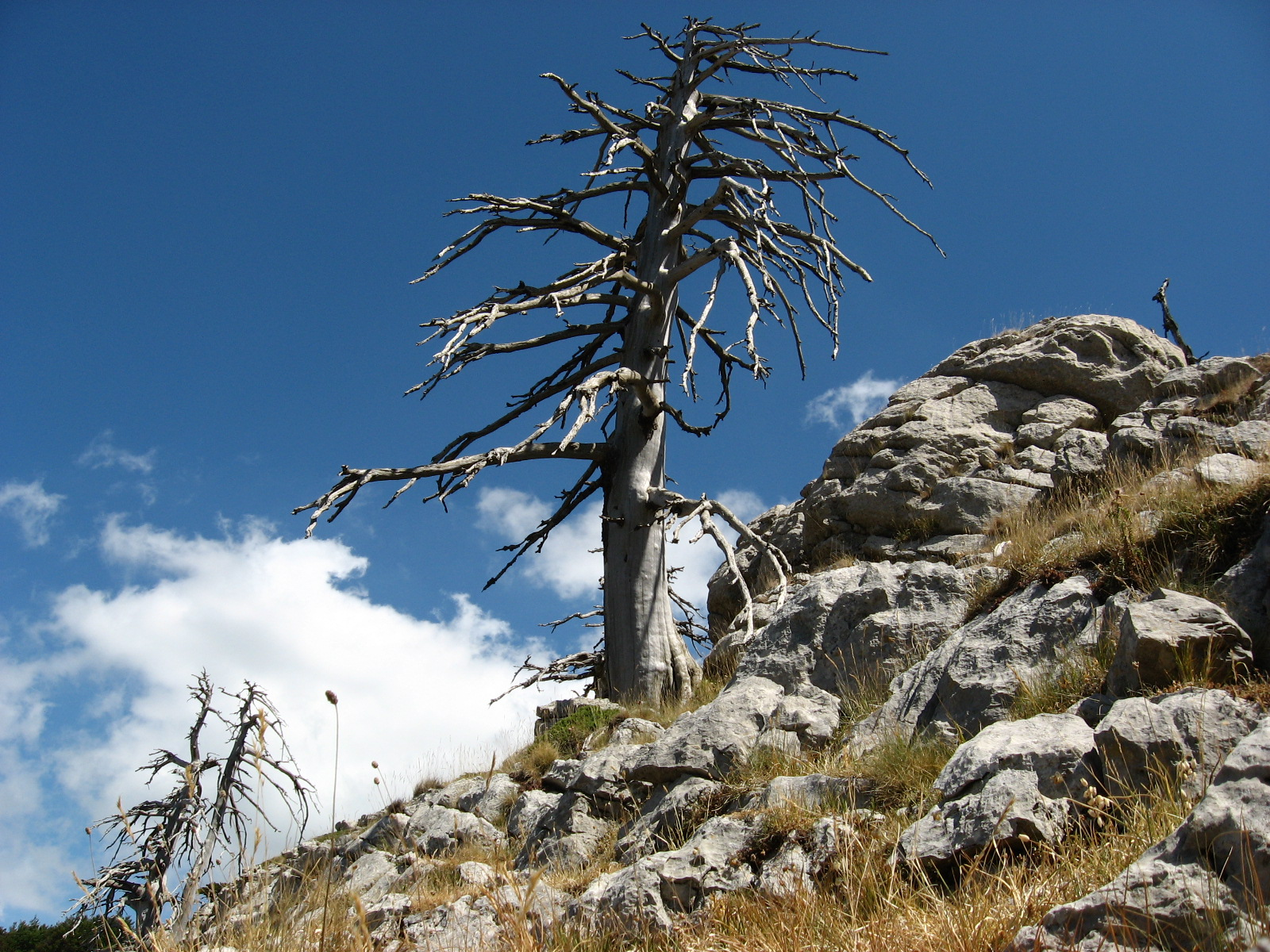
Monumentale scheletro di pino loricato (cresta ovest di serra delle Ciavole).

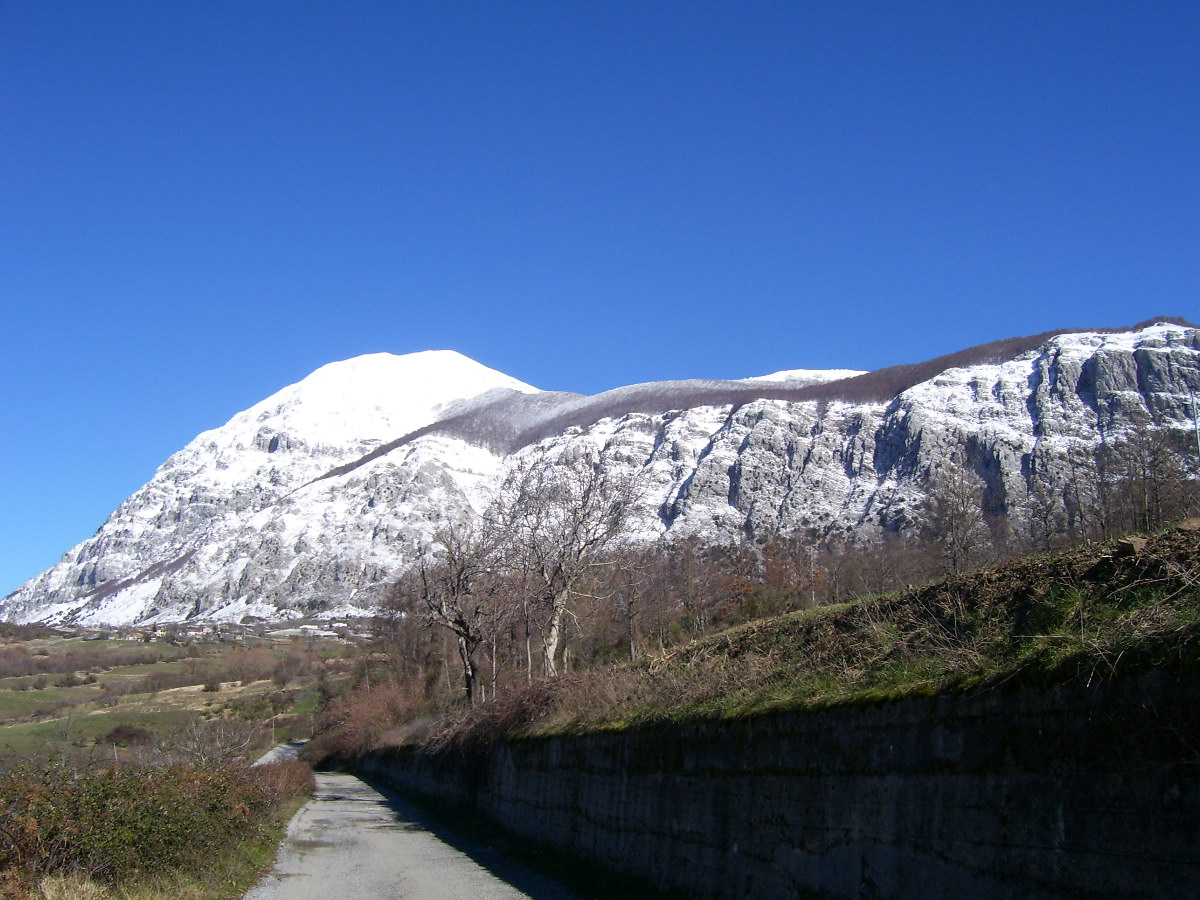
Gli scoscesi contrafforti del monte Alpi.

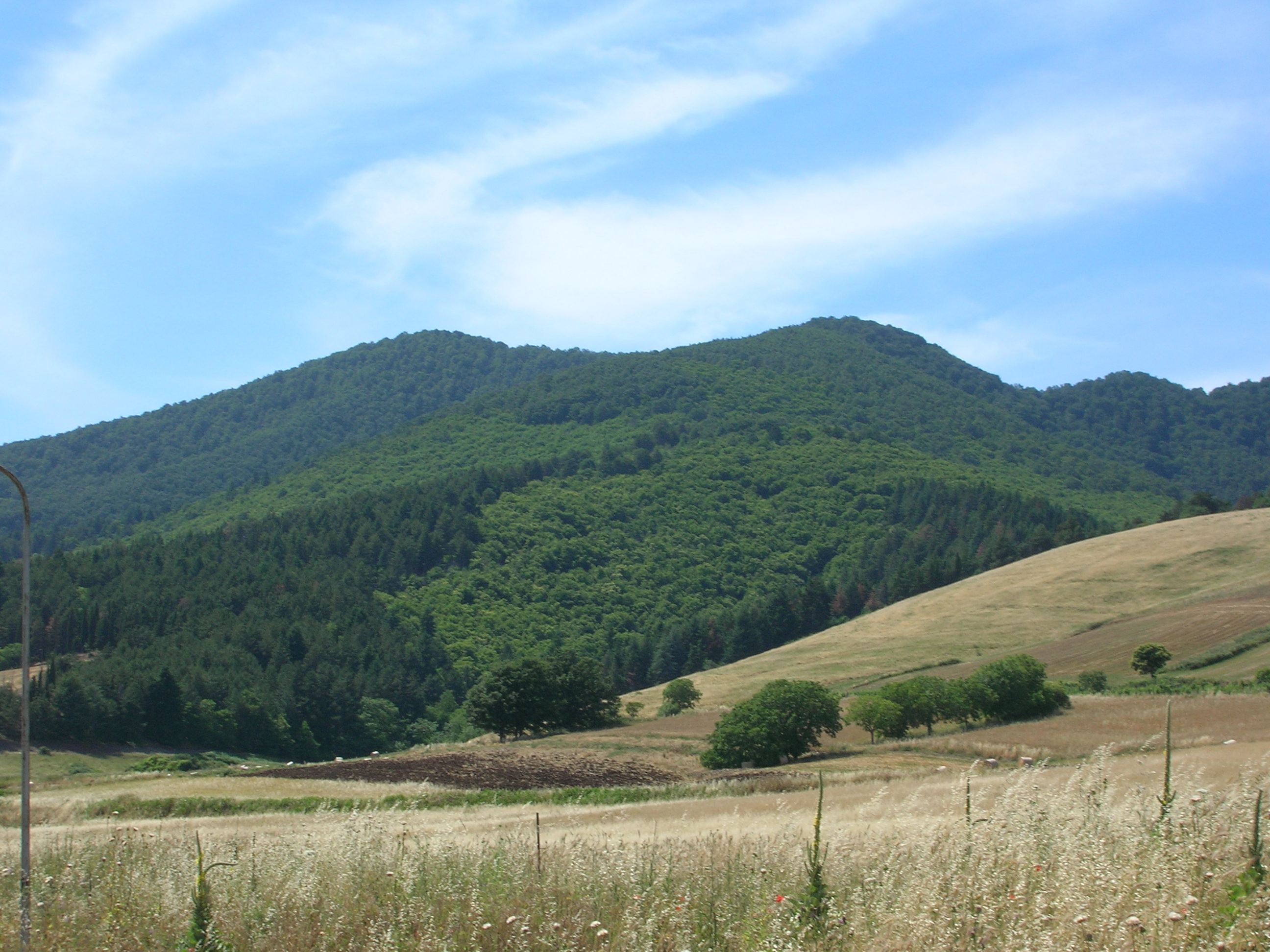
Monte Vulture visto da Rionero

## Orografia
L'Appennino lucano, dal quale dipende anche il tozzo promontorio del Cilento (in provincia di Salerno), si estende dalla Sella di Conza al Passo dello Scalone (744 m) ed è delimitato dai fiumi Sele ad ovest, Ofanto a nord, Bradano ad est; dal Golfo di Taranto a sud-est; dal Mar Tirreno a sud ovest e dalla piana di Sibari a sud.
Il comprensorio dei monti Pennone (1.508 m), Marzano e Paratiello è suddiviso tra la regione campana e quella lucana. Subito ad est s'innalza il Gruppo del Monte Santa Croce (1.407 m), Monte Pierno, Monte Caruso, Costa Squadra. Oltre la fiumara di Atella - emissaria del fiume Otranto - è il Monte Vulture (1.326 m), ultima manifestazione vulcanica della penisola italiana.
Più a sud, intorno all'abitato di Potenza, si ergono in altopiano i Monti Li Foj, con la vetta più alta che arriva a toccare i 1.365 mt.
Il pianoro del lago del Pantano di Pignola annuncia i primi contrafforti del vasto ed articolato sistema montuoso dei Monti della Maddalena, vera ossatura centrale dell'Appennino lucano. Questi ultimi si suddividono in due catene principali che, aprendosi a ventaglio in direzione nord-ovest/sud-est, delimitano l'alta valle del fiume Agri. Più spostate ad est, e di nuovo con direzione nord-ovest/sud-est, troviamo la Montagna del Caperino (1.455 m), il Monte dell'Impiso e le caratteristiche guglie delle Dolomiti lucane.
In questa parte dell'Appennino le altitudini crescono con il Monte Volturino (1.836 m), il Monte Pierfaone (1.737 m) ed il Monte della Madonna di Viggiano (1.727 m).
A delimitazione dell'alta valle del fiume Agri si ergono l'imponente massiccio del Sirino (2.005 m) e il dente calcareo del monte Raparo (1.761 m), da alcuni studiosi considerati come estreme propaggini meridionali del gruppo della Maddalena.
Tra questi due massicci - e prima delle alte vette del Pollino - svettano ripide e solitarie le due cime gemelle del monte Alpi (1.900 m); poco più a sud sono quelle del monte La Spina (1.652 m) e del monte Zaccana.
Il massiccio del Pollino, cuore dell'omonimo parco nazionale, comprende alcune tra le maggiori cime dell'Appennino meridionale: monte Pollino (2.248 m), serra delle Ciavole (2.130 m e 2.127 m), serra di Crispo (2.054 m). Su queste vette, impervie e maestose, corre il confine tra la regione lucana e quella calabrese.
Il resto della regione è costituita da un altopiano aspro e sassoso. L'unica pianura presente nella regione è quella detta Piana di Metaponto, che è una pianura di tipo alluvionale e comprende i bacini di tutti i fiumi lucani che sfociano nel mar Ionio. 
Le coste sono basse e sabbiose sul Mar Ionio; alte e ripide sul Mar Tirreno.

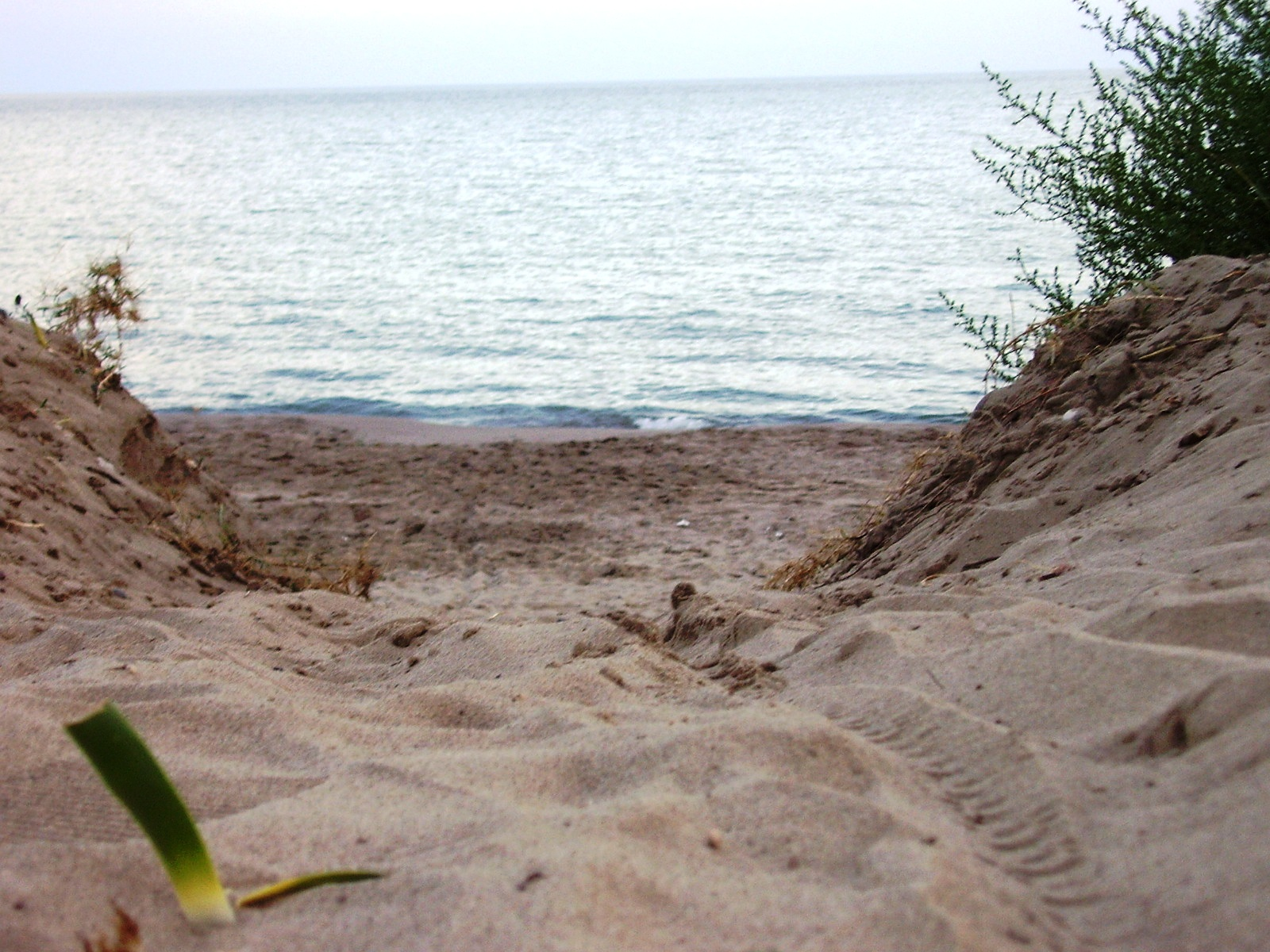
Tratto di spiaggia del Metapontino

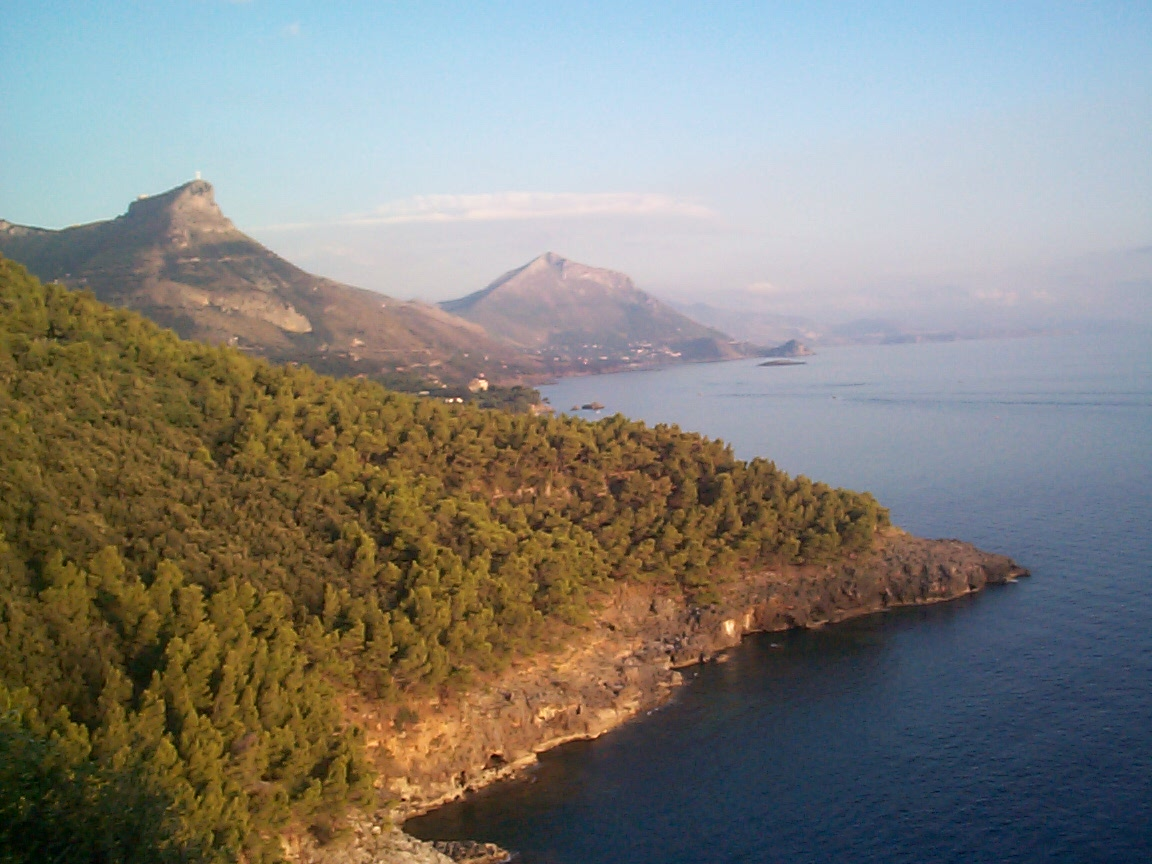
Costa di Maratea

## Clima e subaree ambientali
Il clima della regione è influenzato da tre fattori che determinano altrettante diversità climatiche, inquadrabili nella disposizione geografica della regione, influenzata dai tre mari Ionio, Adriatico, Tirreno. 
Nel primo caso, che comprende la fascia costiera del Metapontino sino alla prima collina a ridosso di essa, sono presenti inverni miti, estati secche e scarse precipitazioni durante l'anno (meno di 500 mm); nel secondo caso invece, che comprende la parte orientale della regione, si osserva un clima semi-continentale con notevoli escursioni termiche sia diurne che stagionali, con piovosità più accentuata (intorno ai 600–700 mm) e un inverno più freddo mentre l'estate è secca e caldissima con punte anche di 45°. L'influenza tirrenica fa parte del terzo fattore climatico, comprendente la parte occidentale della Basilicata sino alla Val d'Agri, con inverni miti sulle coste, mentre sulle montagne si registrano temperature molto rigide ed estati ventose, le precipitazioni sono abbondanti e suddivise equamente durante tutto l'anno (1.500 mm con punte di 2.000 mm). 
Infine l'ultimo fattore è quello dell'altimetriaː infatti dai 600 metri sul mare in poi si ha un clima continentale con inverni molto rigidi ed estati fresche e spesso piovose (800-1.000 mm annui). Frequenti nevicate invernali sono presenti sia sulla parte montana della regione che su quella dell'alta collina.

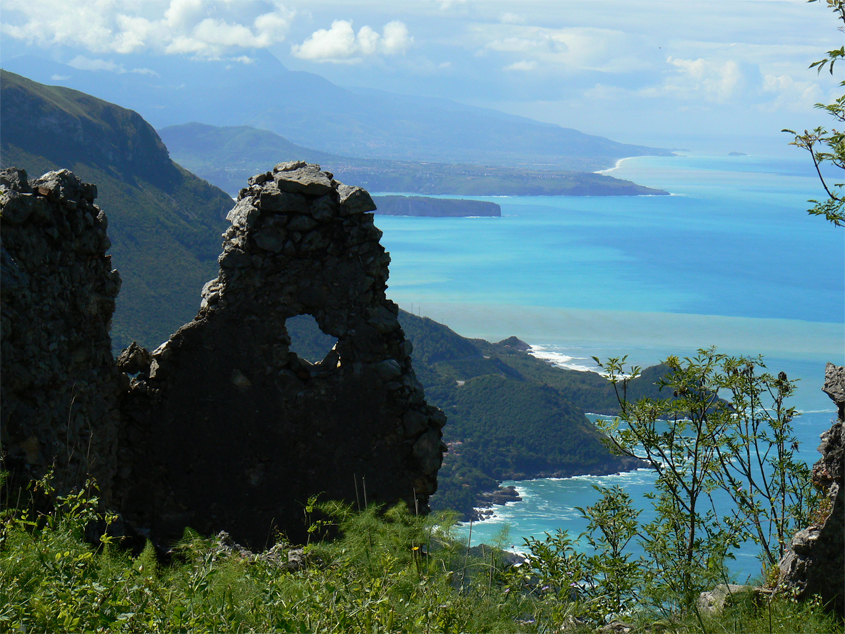
Maratea

In base agli habitat, invece, la Basilicata può essere suddivisa in 5 subaree: 
- Vulture-Melfese a nord-est, con altipiani per lo più seminati a grano, mentre, nella zona del Vulture, evidenzia alternanza di boschi e colline che ben si prestano alla vitivinicoltura;
- Potentino/Dolomiti lucane/Val d'Agri, a nord-nord-ovest, con una prevalenza di boschi e montagne con un'altezza media di 1200-1500 metri;
- Massiccio del Pollino/Monte Sirino a sud-ovest, che rappresentano la vere montagne lucane, con altitudini anche superiori ai 2000 metri e una notevole presenza di foreste e boschi;
- Collina materana, al centro-est, che presenta collina ed alta collina, con una grande presenza di argille brulle e calanchi;
- Metapontino, a sud-sud-est, una vasta pianura alluvionale caratterizzata da un'agricoltura intensiva di tipo industriale e una tipologia di costa di tipo bassa e sabbiosa.

Queste diversificazioni geografiche si esprimono anche in una peculiare biodiversità.